# Derbi vasco
El derbi vasco (en euskera: euskal derbia) es el nombre que recibe el partido de fútbol y la rivalidad entre los dos principales equipos del País Vasco, el Athletic Club de Bilbao y la Real Sociedad de Fútbol de San Sebastián. Dicho duelo se vive con gran pasión por parte de los seguidores de uno y otro club.

## Historia
Ambos clubes se han enfrentado en 156 ocasiones en liga, con un balance favorable para los bilbaínos de 63 victorias, 40 empates y 53 derrotas, con 250 goles a favor y 207 en contra, hasta la temporada 2024-25. En la competición de Copa se han enfrentado en 18 ocasiones, con 8 victorias para el Athletic, 6 empates y 5 derrotas, pasando el club rojiblanco en siete de las nueve eliminatorias. El primer roce del que se tiene constancia, surgió en la Copa de 1911, cuando la Real Sociedad, respaldada por otros clubes, denunció al Athletic Club por alinear tres jugadores ingleses en el partido ante el Real Club Fortuna de Vigo, declarando que no llevaban el tiempo suficiente residiendo en España. La denuncia fue rechazada por la Federación y el equipo donostiarra se retiró de la competición. El club decidió no volver a alinear a Hesloop y Martins, alineando solo a Martyn Veitch, que llevaba más de un año con el equipo. El primer derbi liguero, se disputó en feudo realista un 10 de febrero de 1929, coincidiendo con la primera jornada de la historia de la liga. El encuentro concluyó con empate a un gol, Paco Bienzobas para la Real y Luis Bergareche fueron los anotadores. Un año después, el Athletic consiguió la que supondría la mayor goleada en campo de la Real, derrotándola por un contundente 1-7; Ignacio Alcorta Cholín fue el encargado de inaugurar el marcador poniendo el 1-0, pero el Athletic con dos tripletes de Guillermo Gorostiza y José Iraragorri, más un gol de Victorio Unamuno, arrolló al equipo donostiarra.

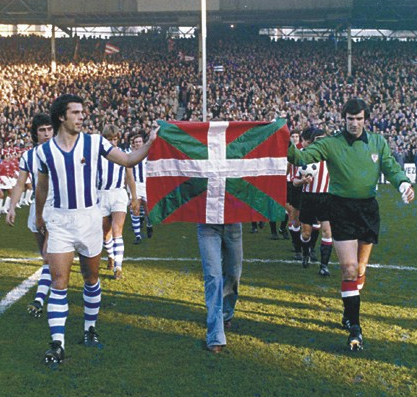
Iribar y Kortabarria saltan al césped de Atocha portando la ikurriña en el derbi Real-Athletic del 5 de diciembre de 1976.

Durante las décadas de 1930, 40 y 50 las goleadas del Athletic Club a la Real Sociedad fueron habituales, siendo Telmo Zarra el principal goleador con 14 goles (marcó cinco goles en un 7-1 de 1951). La victoria más abultada se dio en la temporada 1934-35; tres goles de Agustín Sauto Bata, dos de Hermenegildo Elices, y uno de Ángel Careaga y José Mandaluniz completaron un contundente 7-0 para «los leones». Entre 1958 y 1968 el Athletic Club enlazó su mejor racha sin perder (siete victorias y seis empates). La mayor racha de victorias como local por parte del Athletic se dio entre la temporada 2001-02 y 2005-06, siendo cinco las ocasiones consecutivas que los rojiblancos se llevaron el derbi. En calidad de visitante, el Athletic enlazó una racha de cinco temporadas consecutivas ganando entre las temporadas 1934-35 y 1949-50. En cambio, entre las temporadas 1968-69 y 1981-82, el Athletic fue incapaz de evitar la derrota como visitante durante 14 años consecutivos. También, entre 1993 y 2001 el club rojiblanco estuvo 15 partidos sin ganar. El 29 de abril de 1984 el equipo bilbaíno logró una victoria (2-1) en la última jornada de liga, gracias a los goles de Íñigo Liceranzu, que permitieron obtener el título liguero.
A finales de los años ochenta y principios de los noventa, la rivalidad se recrudeció debido a varios fichajes del Athletic Club procedentes del club donostiarra como Loren Juarros, David Billabona, Bittor Alkiza, Joseba Etxeberria y Andoni Imaz. En 2008, el Athletic Club fue condenado a pagar cinco millones de euros a la Real Sociedad por el fichaje, en 2005, de Iban Zubiaurre. En los últimos años varios jugadores de la Real Sociedad firmaron cláusulas de rescisión con un valor más elevado para el Athletic Club. Tras no haber pagado por ningún jugador de la Real Sociedad desde 1995, a excepción de la sentencia por Zubiaurre, el 30 de enero de 2018 el Athletic Club abonó la cláusula de rescisión de Iñigo Martínez, uno de los capitanes del club txuri-urdin.

## Resumen de enfrentamientos

### En Liga
En Liga se han disputado 156 partidos entre la Real Sociedad y el Athletic Club, a lo largo de las 75 temporadas en las que los dos clubes han coincidido en la Primera División del fútbol español.

### En Copa
La primera eliminatoria entre la Real y el Athletic por la Copa ocurrió en 1923. Desde entonces, hubo otros nueve enfrentamientos eliminatorios (17 partidos). El Athletic salió vencedor en siete oportunidades (1923, 1930, 1961, 1972, 1975, 1984 y 1985), mientras que la Real eliminó al rival en 1982 y 1987. En 2020, en la 116.ª edición del torneo, se jugó el partido más importante en la historia de sus enfrentamientos al ser la final que decidió un título que ninguno de ellos conquistaba desde los años 1980. La Real Sociedad ganó el título por 1-0. 
Además se enfrentaron en la primera ronda, correspondiente a los dieciseisavos de final, de la Copa de la Liga de 1986 en la que ganó el club donostiarra por un 4-3 global.

### En Campeonato Regional
Ambos conjuntos se enfrentaron en doce ocasiones en competición regional. Correspondientes al Campeonato Regional del Norte y a la Copa Vasca, los bilbaínos fueron los dominadores al conseguir ocho victorias y tres empates. El primer partido tuvo lugar el 6 de diciembre de 1913 —siendo el primer partido oficial entre ambos— y que terminó con un empate por 1-1. En el partido de vuelta venció el Athletic Club por 3-2, el 15 de febrero de 1914, para proclamarse campeón por delante de los donostiarras. A los cinco años de los citados encuentros el Campeonato del Norte se desdobló entre el Campeonato Regional de Vizcaya y el Campeonato Regional de Guipúzcoa no produciéndose más derbis vascos a nivel regional hasta la Copa Vasca, creada en 1934 en un intento por unificar de nuevo ambos campeonatos. Se disputó durante dos ediciones y los rojiblancos fueron muy superiores a los blanquiazules en los cuatro partidos registrados.

## Estadísticas

### Balance de enfrentamientos
El enfrentamiento del derbi vasco es el más repetido en el fútbol de dicha región con 190 partidos, siendo uno de los grandes enfrentamientos del panorama nacional como los enfrentamientos de El Clásico, de El Viejo Clásico, el derbi madrileño o del derbi barcelonés.
A continuación se resumen todos los encuentros disputados entre ambos equipos en todas las competiciones oficiales. 
Referenciasː Athletic Club - Real Sociedad.
| Competición                                                                                            | PJ  | Ganó ATH | E  | Ganó RSO | G.ATH | G.RSO |
| --- | --- | -------- | -- | -------- | ----- | ----- |
| Campeonato de Liga                                                                                     | 156 | 63       | 40 | 53       | 250   | 207   |
| Campeonato de España de Copa (1)                                                                       | 20  | 8        | 6  | 6        | 28    | 21    |
| Copa de la Liga                                                                                        | 2   | 0        | 1  | 1        | 3     | 4     |
| Campeonato Regional (2)                                                                                | 12  | 8        | 3  | 1        | 32    | 7     |
| Resumen                                                                                                | 190 | 79       | 50 | 61       | 313   | 239   |
| (1) Se incluye un partido contra Club Ciclista de San Sebastián en 1909. (2) Se incluye la Copa Vasca. |     |          |    |          |       |       |

### Partidos que decidieron un título
Nombres de equipos en la época. Indicados partidos de finales definitorios de un título.
| Temporada                    | Campeón                      | Resultado                    | Subcampeón                   | Sede Final                     |
| Campeonato de España de Copa | Campeonato de España de Copa | Campeonato de España de Copa | Campeonato de España de Copa |                                |
| ---------------------------- | ---------------------------- | ---------------------------- | ---------------------------- | ------------------------------ |
| 2019-20                      | Real Sociedad de Fútbol      | 1 - 0                        | Athletic Club                | Estadio de La Cartuja, Sevilla |

### Tabla histórica de goleadores
Telmo Zarra, Guillermo Gorostiza y Jesús María Satrústegui son los máximos goleadores de la historia del derbi con 14 goles anotados, jugando los primeros para el Athletic Club y el último para la Real Sociedad. A ellos se une por los rojiblancos Agustín Sauto Arana Bata, Dani Ruiz-Bazán y José Iraragorri como los únicos en anotar más de una decena de tantos. El siguiente jugador blanquiazul con más goles anotados en la historia del enfrentamiento es Nihat Kahveci —único futbolista entre los máximos anotadores que no es español—, quien anotó un total de 7 goles, uno más que Cholín Alcorta. Entre los jugadores en activo son Mikel Oyarzábal con ocho goles e Iñaki Williams con siete tantos los más destacados.
Cabe destacar también al máximo anotador jugando para ambos clubes, el vitoriano Peio Uralde con nueve tantos. Los jugadores con mejor promedio anotador de los enfrentamientos son los ya citados Zarra y Nihat con 1 gol por partido y el 0,82 de Gorostiza. 
A continuación se listan los jugadores máximos goleadores de cada equipo en las diferentes competiciones oficiales, como en sus predecesoras, y sobre un mínimo de cinco goles en sus partidos disputados.
En recuadro jugadores en activo. 1 Incluido el Campeonato Regional del Norte y la Copa Vasca.
| #  | Jugador                  | Equipo                  | Liga | Liga | Copa (1) | Copa (1) | Copa de la Liga | Copa de la Liga | Supercopa | Supercopa | Copa de Europa | Copa de Europa | Total | Total | Total |
| #  | Jugador                  | Equipo                  | P.J. | G.   | P.J.     | G.       | P.J.            | G.              | P.J.      | G.        | P.J.           | G.             | P.J.  | G.    | G. T. |
| -- | ------------------------ | ----------------------- | ---- | ---- | -------- | -------- | --------------- | --------------- | --------- | --------- | -------------- | -------------- | ----- | ----- | ----- |
| 1  | Telmo Zarra              | Athletic Club           | 14   | 14   | 0        | 0        | —               | —               | 0         | 0         | —              | —              | 14    | 14    | 1.00  |
| =  | Guillermo Gorostiza      | Athletic Club           | 11   | 8    | 6        | 6        | —               | —               | —         | —         | —              | —              | 17    | 14    | 0.82  |
| =  | Jesús María Satrústegui  | Real Sociedad de Fútbol | 16   | 13   | 4        | 1        | 1               | 0               | 0         | 0         | 0              | 0              | 21    | 14    | 0.67  |
| 4  | Agustín Sauto Arana Bata | Athletic Club           | 11   | 7    | 4        | 5        | —               | —               | —         | —         | —              | —              | 15    | 12    | 0.80  |
| =  | Dani Ruiz-Bazán          | Athletic Club           | 19   | 8    | 6        | 4        | —               | —               | 0         | 0         | —              | —              | 25    | 12    | 0.48  |
| 6  | José Iraragorri          | Athletic Club           | 10   | 5    | 6        | 5        | —               | —               | —         | —         | —              | —              | 16    | 10    | 0.63  |
| 7  | Peio Uralde              | Ambos clubes            | 15   | 5    | 6        | 2        | 2               | 2               | 0         | 0         | 0              | 0              | 23    | 9     | 0.39  |
| 8  | José Luis Panizo         | Athletic Club           | 14   | 8    | 0        | 0        | —               | —               | —         | —         | —              | —              | 14    | 8     | 0.57  |
| =  | Mikel Oyarzabal          | Real Sociedad de Fútbol | 18   | 7    | 1        | 1        | —               | —               | 0         | 0         | 0              | 0              | 19    | 8     | 0.42  |
| 10 | Nihat Kahveci            | Real Sociedad de Fútbol | 7    | 7    | 0        | 0        | —               | —               | 0         | 0         | 0              | 0              | 7     | 7     | 1.00  |
| =  | Félix Marcaida           | Athletic Club           | 9    | 7    | 0        | 0        | —               | —               | 0         | 0         | 0              | 0              | 9     | 7     | 0.78  |
| =  | José Luis Artetxe        | Athletic Club           | 11   | 7    | 2        | 0        | —               | —               | 0         | 0         | 0              | 0              | 13    | 7     | 0.54  |
| =  | Iñaki Williams           | Athletic Club           | 20   | 7    | 1        | 0        | —               | —               | 0         | 0         | 0              | 0              | 21    | 7     | 0.33  |
| 14 | Rafael Moreno Pichichi   | Athletic Club           | —    | —    | 8        | 6        | —               | —               | —         | —         | —              | —              | 8     | 6     | 0.75  |
| =  | Cholín Alcorta           | Real Sociedad de Fútbol | 11   | 5    | 1        | 1        | —               | —               | —         | —         | —              | —              | 12    | 6     | 0.50  |
| =  | Rafael Iriondo           | Athletic Club           | 13   | 6    | 0        | 0        | —               | —               | —         | —         | —              | —              | 13    | 6     | 0.46  |
| =  | Iker Muniain             | Athletic Club           | 25   | 6    | 1        | 0        | —               | —               | 0         | 0         | 0              | 0              | 26    | 6     | 0.23  |
| 18 | Victorio Unamuno         | Athletic Club           | 5    | 4    | 2        | 1        | —               | —               | —         | —         | —              | —              | 7     | 5     | 0.71  |
| =  | Ignacio Uribe            | Athletic Club           | 9    | 5    | 0        | 0        | —               | —               | 0         | 0         | 0              | 0              | 9     | 5     | 0.56  |
| =  | Venancio Pérez           | Athletic Club           | 10   | 5    | 0        | 0        | —               | —               | 0         | 0         | 0              | 0              | 10    | 5     | 0.50  |
| =  | Carlos Ruiz              | Athletic Club           | 11   | 3    | 2        | 2        | —               | —               | —         | —         | 0              | 0              | 13    | 5     | 0.38  |
| =  | Aritz Aduriz             | Athletic Club           | 15   | 5    | 0        | 0        | —               | —               | 0         | 0         | 0              | 0              | 15    | 5     | 0.33  |
| =  | Eneko Arieta             | Athletic Club           | 13   | 3    | 2        | 2        | —               | —               | 0         | 0         | 0              | 0              | 15    | 5     | 0.33  |
| =  | Joseba Etxeberria        | Athletic Club           | 22   | 5    | 0        | 0        | —               | —               | 0         | 0         | 0              | 0              | 22    | 5     | 0.23  |
| =  | Manu Sarabia             | Athletic Club           | 17   | 3    | 7        | 2        | 2               | 0               | 0         | 0         | 0              | 0              | 26    | 5     | 0.19  |

## Palmarés
| Athletic Club | 8 | 25 | 3 | - | 1 | - | - | - | - | - | 37 |
| Real Sociedad | 2 | 3  | 1 | - | - | - | - | - | - | - | 6  |
| Datos actualizados a la consecución de un último título por parte de alguno de los implicados el 6 de abril de 2024. |   |    |   |   |   |   |   |   |   |   |    |

Nota: competiciones de izquierda a derecha: Liga, Copa del Rey, Supercopa de España, Copa de la Liga, Copa Eva Duarte, Copa de Europa / Liga de Campeones, Copa UEFA / Liga Europa, Liga Conferencia, Supercopa de Europa y Mundial de Clubes.

### Carácter regional, nacional e internacional
Los títulos de carácter nacional ganados por ambos equipos son: Liga Nacional de Primera División de España, Campeonato de España de Fútbol (Copa del Rey, Copa del Generalísimo, Trofeo del Generalísimo y Copa del Presidente de la II República), y la Supercopa de España (y su predecesora: Copa Eva Duarte). Ninguno ha sido capaz de ganar títulos de carácter internacional.
| Club          | Trofeos regionales | Trofeos nacionales | Trofeos europeos | Trofeos mundiales | Total |
| ------------- | ------------------ | ------------------ | ---------------- | ----------------- | ----- |
| Athletic Club | 18                 | 37                 | -                | -                 | 55    |
| Real Sociedad | 7                  | 6                  | -                | -                 | 13    |

Datos actualizados a: 6 de abril de 2024.

## Jugadores que han militado en ambos clubes
A lo largo de la historia son 29 los jugadores que han jugado en ambos equipos. Álex Remiro, Isidoro Urra y Alkiza son los únicos jugadores que han pasado directamente del Athletic Club a la Real Sociedad. Por el contrario, hasta 12 jugadores de la Real Sociedad (incluido Alkiza) han pasado, directamente, al Athletic Club, siendo Loren e Iturrino los primeros casos en 1989.
15 de ellos han jugado un derbi vasco con ambos equipos: Antonio Aldonza, Bittor Alkiza, Yuri Berchiche, David Billabona, Joseba Etxeberria, Igor Gabilondo, Iñigo Martínez, Jon Andoni Goikoetxea, Andoni Imaz, Rafa Iriondo, Lutxo Iturrino, Mikel Lasa, Loren, Peio Uralde e Isidoro Urra. De ellos, solo Iriondo (6 goles con el Athletic y 1 gol con la Real Sociedad) y Uralde (8 con la Real Sociedad y 1 con el Athletic) han conseguido marcar en el derbi vasco con ambos equipos.

Por otra parte, 12 jugadores, a pesar de haber jugado en ambos equipos, solo han jugado el derbi vasco con una de las camisetas: Ricardo Arrien (RSO), Roberto Arruti (ATH),  Biurrun (ATH), Xabi Castillo (ATH), Corino (RSO), Díaz de Cerio (RSO), Gorka Elustondo (RSO), Gaizka Garitano (RSO), Higinio Ortuzar (ATH), Álex Remiro (RSO),Viguera (ATH) y Zubiaurre (RSO). Por último, el primer jugador en vestir ambas camisetas (Galatas) y Unamuno II, no pudieron jugar ningún derbi vasco en partido oficial. Ambos jugadores sí que jugaron algún amistoso con la Real Sociedad ante el club bilbaíno.

### Isidoro Urra
Hubo que esperar hasta la década de los años 1940 para encontrar al primer caso de un futbolista que se cambió de bando directamente. Fue en la temporada 1946-47 cuando el sestaoarra Isidoro Urra abandonó la disciplina del Athletic Club para recalar en la Real Sociedad.
Fue uno de la media docena de jugadores veteranos que quedaron del Athletic campeón de 1936 en la reanudación de las actividades deportivas tras la guerra civil española, debido a las bajas por retirada o forzadas por el exilio. Considerado pues como uno de los veteranos, bajo su tutela se fue gestando una nueva generación de talentos con los miembros de la «segunda delantera histórica» formada por Rafael Iriondo, Venancio Pérez, Telmo Zarra, José Luis Panizo y Piru Gaínza. Campeón por segunda vez de liga en 1943, ganó también tres títulos de Copa en 1943, 1944 y 1945, aunque solo disputó las finales de 1942 y 1943. Jugó un total de 124 partidos como rojiblanco antes de fichar por los donostiarras.
Con ellos fue titular indiscutible y logró dos ascensos a Primera División en 1947 y 1949. En total disputó un total de 92 encuentros como realista que fueron sus últimos como jugador profesional.

### Peio Uralde

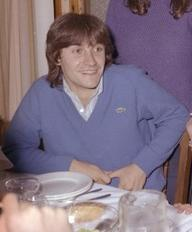
Canterano e histórico realista que jugó en ambos clubes.

Formado en las categorías inferiores de la Real Sociedad, Peio Uralde debutó con el primer equipo el 3 de febrero de 1980 precisamente frente al máximo rival, el Athletic Club, ganando por 4-0, y pasó a formar parte de la primera plantilla la temporada siguiente. En su etapa realista, que resultó ser la más exitosa de su carrera, Uralde formó parte del equipo que ganó dos títulos consecutivos de Liga, una Supercopa de España y logró un puesto de semifinalista en la Copa de Europa de 1983.
Tras los años dorados del equipo protagonizó en 1986 un sonoro fichaje por el Atlético de Madrid, cuando se abolió en España el derecho de retención por el que un club en el que se había formado un futbolista tenía derecho a retenerlos. Pese a que los clubes habían acordado en un «pacto de caballeros» mantener ese derecho —y que históricamente había sido una de las señas de identidad de los clubes vascos—, los atléticos rompieron dicho pacto tácito fichando a Uralde y a otros jugadores como su compañero Agustín Elduayen o Julio Salinas, de sus rivales bilbaínos.
En 1987 se produjo su fichaje por el Athletic Club, el club madrileño pagó 75 millones de pesetas y traspasó al delantero vitoriano a cambio de Goikoetxea. En total disputó un total de 23 derbis con ambas camisetas en los que anotó 9 goles, además de ser el séptimo goleador histórico de los donostiarras con 100 tantos, y sumar 40 con los bilbaínos. Posteriormente recaló en el Real Club Deportivo de La Coruña, con el que consiguió un ascenso a la Primera División.
Este caso tuvo gran repercusión, ya que fue el primer futbolista en jugar en el Athletic Club tras haber jugado en la Real Sociedad.

### Iñigo Martínez
Mismos pasos que Uralde siguió Iñigo Martínez, cuando en el año 2017 recaló en el conjunto bilbaíno tras once años en la entidad donostiarra. Allí, con la Real Sociedad de Fútbol, debutó en el primer equipo en 2011 tras haberse formado en las categorías inferiores desde la categoría cadete. A diferencia de Uralde, que utilizó un «club puente», Íñigo recaló directamente de un equipo a otro, por lo que tuvo mayor relevancia, y más incluso si cabe al haber sido mediante el pago de su cláusula de rescisión (el mayor desembolso hasta la fecha del Athletic Club por un jugador). Fue de hecho la cifra más alta pagada nunca por un defensor español en la historia.
El propio jugador alimentó la polémica declarando llegar a un «equipo grande», en demérito de su antiguo club, hechos que propiciaron que el 28 de abril de 2018, fecha de su regreso a Anoeta, fue abucheado por gran parte de la afición local. No en vano, era considerado como uno de los baluartes de la historia reciente del conjunto guipuzcoano, donde disputó 239 encuentros y anotó 17 goles, y era incluso un potencial capitán del club, por lo que nada hacía presagiar su salida, y menos aún por el gran rival vecino.